# 最後の弾丸 (1994年の映画)
『最後の弾丸』（さいごのだんがん、英題名: The Last Bullet）は、1994年に製作された、日本・オーストラリア合作のテレビドラマ。太平洋戦争終戦間際のボルネオの戦いを舞台にした、オーストラリア新兵と日本軍狙撃手を取り巻く物語で、原作は柘植久慶の小説「最後の遭遇」。
NHKとオーストラリアのTV局「ナイン・ネットワーク」との共同製作であり、オーストラリア側のクルーが日本のハイビジョンシステムを駆使して、ほぼ全編オーストラリアのジャングルでロケ撮影を行っている。
日本では1995年9月8日にNHK-BS2「BSドラマ」枠で初放映、1996年1月6日にNHK-G「土曜ドラマ」枠で地上波初放映された。

## ストーリー
太平洋戦争末期の1945年7月8日、ボルネオ・バリクパパンのジャングル。日本陸軍は上陸したオーストラリア軍第7師団に追い詰められていた。独立歩兵454大隊・田中小隊はバンザイ突撃を敢行。その中でただ一人生き残ったマタギ出身の狙撃手・山村一郎伍長は、残存日本兵を掃討する豪軍分隊を待ち伏せ、新兵のスタンレーを除く全ての兵を壊滅させる。戦場は2人だけの孤立無援・膠着状態に陥り、生き残るには相手を殺すしかない事を互いに悟る。
8月、飛来した飛行機から終戦を知らせるビラが投下されるが、山村はビラを信じず、2人はジャングルで対峙し戦いを継続する。しかし既に山村はあと1発、スタンレーは2発の弾丸を残すのみ。その時、2人は現地の少女が地雷原に迷い込む姿を目撃する。スタンレーは熟慮の末、警告のため少女の傍にあるヤシの木を撃つが2発とも外す。山村も葛藤の挙句、ヤシの実を狙って撃ち落とし、少女は無事に逃げ去る。間もなく豪軍の友軍兵が到着、進退窮まった山村はスタンレーに向かって敬礼したのち、銃剣で自決を図る。

## 主要キャスト
- 山村一郎 : 玉置浩二 / 室田日出男
- スタンレー・ブレナン : ジェイソン・ドノヴァン （声:星野充昭） / チャールズ・ティングウェル（英語版）
- 山村虎三 : 井川比佐志
- 山村節子 : 白島靖代
- 小峰軍曹 : 冷泉公裕
- 田中少尉 : 若林久弥
- 黒木一等兵 : 室山和裕
- ピーター・エリオット : ダニエル・リグネイ
- ジェーン : ベス・チャンピオン （声:弘中くみ子）

## スタッフ
- 制作統括：磯部信夫（NHK）、クリス・ノーブル（ナイン・ネットワーク）
- プロデュース：	吉田博昭（ティー・ワイ・オー）、ジョージナ・ポープ（TWENTY FIRST CITY INC.）
- 美術：木村威夫、マイケル・ラルフ
- 音響効果: 岩崎進、佐々木英世
- 制作: NHK、ナイン・ネットワーク

## 受賞
- 1996年 放送文化基金賞 優秀賞（テレビドラマ部門）
- 1996年 ハイビジョン国際映像祭 アストロラビウム賞（グランプリ）
- 1996年 ノンブル・ドール賞 ゴールデンレンブラント賞